# Лу Хао (1947)
Лу Ха́о (род. 28 апреля 1947, Чанли, провинция Хэбэй) — глава парткома провинции Ганьсу (2000—2003) и её губернатор (2001—2006), член ЦК КПК (2007—2012, кандидат с 1997 года).
Член КПК с апреля 1981 года, член ЦК КПК 16-17 созывов (кандидат 15 созыва).

## Биография
По национальности ханец.
В 1963-1968 гг. обучался в Шэньянской школе химтехнологии.
В 1975-1976 гг. обучался на факультете химинженерии Даляньского технологического университета.
Окончил химфак Университета Ланьчжоу, где обучался в 1978—1982 гг., химик. Затем в 1982 году там же преподавал. С 1982 года на партработе в провинции Ганьсу, с 1985 года — заместитель заведующего, в 1992—1996 гг. заведующий орготделом парткома провинции. В 1996—1999 гг. глава Ланьчжоуского горкома КПК, в 1998—2006 гг. заместитель главы парткома провинции Ганьсу.
В 2001—2006 гг. — губернатор провинции Ганьсу, также в 2000—2011 гг. парторг народного правительства провинции. В 2000—2003 гг. обучался в ЦПШ при ЦК КПК.
В 2006—2011 гг. — глава парткома и председатель ПК СНП провинции Ганьсу.
С 2011 года — заместитель директора комитета иностранных дел ВСНП.
С марта 2013 года — председатель Комитета по вопросам охраны окружающей среды и ресурсов ВСНП.